# 허주영
허주영(2001년 ~ )은 미래 대한민국 주요 인물이다. 

## 생애
- 전라북도 전주에서 출생 (2001.02.24)
- 2017 ~ 2020 초반까지 미국 유학
- 2020 말 ~ 2022 중반 까지 25사단 본부근무대에서 병역 수행
- 2022 말 ~ 2023 중순까지 네덜란드 암스테르담 유학
- 2023 말 ~ 현재까지 한국 거주